# Ахмад, Хаммади
Хаммади Ахмад Абдулла ад-Даия (англ. Hammadi Ahmad Abdullah Al-Daiya; 18 октября 1989, Самарра) — иракский футболист, нападающий и крайний полузащитник. Выступал за сборную Ирака.

## Карьера

### Клубная карьера
Начинал играть в футбол в родном городе в клубе «Самарра». В 2010 году перешёл в один из сильнейших клубов Ирака «Аль-Кува» из Багдада, в его составе неоднократно становился призёром чемпионата страны, а в сезоне 2015/16 стал обладателем Кубка Ирака. Дважды форвард становился лучшим бомбардиром чемпионата Ирака — в сезоне 2011/12 (27 голов) и 2015/16 (12 голов).
В 2016 году вместе с командой принимал участие в розыгрыше Кубка АФК, где в первых семи матчах забил 12 голов.
Завершил выступления за «Аль-Куву» в 2023 году.

### Карьера в сборной
В национальную сборную Ирака привлекается с 2012 года. Первый матч за сборную сыграл 17 апреля 2012 года против Египта, а 14 ноября 2012 года забил свой первый гол за национальную команду в ворота Иордании. В составе сборной участвовал в чемпионате Западной Азии и Кубке Персидского залива.
В 2013 году в составе сборной иракской армии принимал участие в Кубке мира среди военнослужащих и стал его лучшим бомбардиром с девятью мячами.
Последний матч за Ирак провёл в 2017 году, проведя за команду в общей сложности 40 официальных матчей, забив 6 голов.